# 채일
채일(1980년 4월 9일 ~)은 대한민국의 배우, 모델 트로트가수 신체175cm 체중65kg이다.

## 방송
- 고스트사무라이 (2018) - 경찰 역
- 진짜사랑 리턴즈 3 (2019) - 단역
- 기막힌 이야기 실제상황 (2019) - 주연
- 레버리지: 사기조작단 (2019) - 단역
- 다시 뜨거워지고 싶은 애로부부 (2020~2022) - 단역
- 불타는 트롯맨 (2022) - Top100

## 영화
- 처제의 속사정 (2017) - 주연
- 시아의 몽정기 (2018) - 주연
- 60일의 썸머 (2018) - 단역